# Fremdenverkehrsbeitrag
Der Fremdenverkehrsbeitrag ist in Deutschland eine Kommunalabgabe, die in Fremdenverkehrsgemeinden erhoben werden kann. Im Gegensatz zur Ortstaxe wird sie nicht von den Übernachtungsgästen erhoben, sondern von Unternehmen, denen durch den Fremdenverkehr wirtschaftliche Vorteile erwachsen. Grundlage hierfür ist eine Fremdenverkehrsbeitragssatzung der Gemeinde auf Basis des Kommunalabgabengesetzes. Der Fremdenverkehrsbeitrag dient wie die Ortstaxe der Förderung des Fremdenverkehrs in der Gemeinde.

## Wirksamkeit
Der Fremdenverkehrsbeitrag darf nur dann erhoben werden, wenn die durchschnittliche Zahl der Fremdenübernachtungen das Siebenfache der Einwohnerzahl übersteigt. Erst dann kann angenommen werden, dass besondere wirtschaftliche Vorteile aus dem Fremdenverkehr erwachsen können.

## Beitragspflicht
Fremdenverkehrsbeitragspflichtig sind selbständig tätige, natürliche und die juristischen Personen, denen durch den Fremdenverkehr von gewisser Dauer bestimmte Vorteile erwachsen. Dieser für jede pflichtige Person unterschiedliche Vorteil wird als Beitragsmaßstab herangezogen. Es kann sich dabei um einen unmittelbaren wie auch um einen mittelbaren Vorteil handeln. Zur Bestimmung des Vorteiles können dabei der einkommen- oder körperschaftspflichtige Gewinn und/oder der steuerbare Umsatz dienen.
Probleme können auftreten, wenn eine öffentlich-rechtliche Körperschaft, die keine Gewinnerzielungsabsichten verfolgt, z. B. eine Reha-Klinik betreibt. In diesem Fall wird aufgrund einer Schätzung eine bestimmte Umsatzrendite unterstellt. Andere Fremdenverkehrsgemeinden, z. B. Bad Laer, nehmen die Zahl der Beschäftigten oder bei Beherbergungsbetrieben die Zahl der Betten als Beitragsmaßstab.

## Ziel
Der Fremdenverkehrsbeitrag hat das Ziel, die Kosten bestimmter städtischer Aufwendungen auf den Personenkreis umzulegen, der aus dem Fremdenverkehr auch Vorteile ziehen kann und ist somit für Fremdenverkehrsgemeinden eine nicht unbedeutende gemeindliche Einnahmequelle. Ohne diese Einnahmen wären in vielen Gemeinden kommunale Aktivitäten zur Förderung des Fremdenverkehrs nicht möglich.
Beispiel:
Als Beispiele für Aufwendungen für den Fremdenverkehr können die städtischen Werbemaßnahmen sowie die Maßnahmen zur Verbesserung und Verschönerung des Ortsbildes, aber auch die Durchführung der verschiedensten Veranstaltungen genannt werden.